# Glenea pendleburyi
Glenea pendleburyi là một loài bọ cánh cứng trong họ Cerambycidae.